# 白氏管螺
白氏管螺是烟管蜗牛科的一种。舊屬管螺属，自2003年起被改劃歸Formosanella屬。

## 分佈
本物種只分佈於其在中国大陆的模式產地、位於湖北省的宜昌峽。常栖息在阴暗潮湿、多腐殖质的环境。